# Élections municipales de 2008 dans l'Aube
Les élections municipales françaises de 2008 ont eu lieu le 9 et 16 mars 2008. Le département de l'Aube comptait 433 communes, dont 9 de plus de 3 500 habitants où les conseillers municipaux étaient élus selon un scrutin de liste avec représentation proportionnelle.

## Maires élus
Les maires élus à la suite des élections municipales dans les communes de plus de 3 500 habitants :
| Communes                | Population | Maire sortant        | Parti | Parti | Maire élu           | Parti | Parti |
| ----------------------- | ---------- | -------------------- | ----- | ----- | ------------------- | ----- | ----- |
| Troyes                  | 61 544     | François Baroin      |       | UMP   | François Baroin     |       | UMP   |
| Romilly-sur-Seine       | 13 758     | Michel Cartelet      |       | PRG   | Eric Vuillemin      |       | UMP   |
| La Chapelle-Saint-Luc   | 13 463     | Yves Rehn            |       | UMP   | Olivier Girardin    |       | PS    |
| Saint-André-les-Vergers | 11 296     | Alain Balland        |       | UMP   | Alain Balland       |       | UMP   |
| Sainte-Savine           | 10 176     | Jean-Jacques Arnaud  |       | PS    | Jean-Jacques Arnaud |       | PS    |
| Saint-Julien-les-Villas | 6 781      | France Mielle        |       | DVD   | Daniel Picara       |       | DVD   |
| Nogent-sur-Seine        | 6 100      | Gérard Ancelin       |       | DVD   | Gérard Ancelin      |       | DVD   |
| Bar-sur-Aube            | 5 345      | Jean-François Leroux |       | DVG   | René Gaudot         |       | DVG   |
| Pont-Sainte-Marie       | 4 791      | Pascal Landreat      |       | MoDem | Pascal Landreat     |       | MoDem |

## Résultats

### Résultats en nombre de maires
| Partis       | Partis                            | Maires sortants | Maires élus | Évolution     |
| ------------ | --------------------------------- | --------------- | ----------- | ------------- |
|              | Parti socialiste                  | 1               | 2           | 1             |
|              | Divers gauche                     | 1               | 1           | en stagnation |
|              | Parti radical de gauche           | 1               | 0           | 1             |
| Total gauche | Total gauche                      | 3               | 3           | en stagnation |
|              | Union pour un mouvement populaire | 4               | 4           | en stagnation |
|              | Divers droite                     | 1               | 1           | en stagnation |
|              | MoDem                             | 1               | 1           | en stagnation |
| Total droite | Total droite                      | 6               | 6           | en stagnation |
| Total        | Total                             | 9               | 9           |               |